# Campiglia Marittima
Campiglia Marittima és un municipi de la província de Liorna, a la regió italiana de la Toscana, a uns 90 quilòmetres al sud-oest de Florència i a uns 60 quilòmetres al sud de Liorna. El 1r de gener de 2019 tenia 12.886 habitants.
Està situat en un turó amb vistes al mar i al camp dels voltants. La ciutat té orígens medievals, però també hi ha rastres de civilitzacions etrusques i romanes. El seu passat està relacionat amb les activitats de fabricació de metalls, com ho testimonien els forns de Val Fucinaia i les restes d'obres mineres i metal·lúrgiques del Parc Arqueològic-Mineral de San Silvestro.

## Geografia
Campiglia Marittima és a la regió de l'Alta Maremma, a prop del riu Cornia, a la vall de Cornia. Limita amb els municipis de Piombino, San Vincenzo i Suvereto.
El municipi inclou les frazioni de Cafaggio i Venturina Terme, i els petits nuclis de Banditelle i Lumiere.

## Llocs d'interès

### Palazzo Pretorio
L'edifici, antiga seu del poder polític i militar, és una evidència important de l'època medieval tardana de Campiglia i mostra la influència de dues ciutats toscanes dominants, Florència i Pisa. La façana original està feta de dos arcs de pedra calcària de color gris blanc en els quals una inscripció indica que l'edifici va ser erigit el 1246. La part superior de la façana està enriquida amb 72 emblemes heràldics que daten del 1406, any en què Campiglia va passar sota el domini de la República de Florència. L'edifici era inicialment més petit i es va ampliar diverses vegades al llarg dels segles. El palau acull l'arxiu històric municipal, un museu mineralògic, una biblioteca infantil i l'exposició permanent de les pintures i gravats de Carlo Guarnieri.

### Rocca
El complex medieval de la Rocca (castell) s'aixeca al cim del turó on hi ha Campiglia. L'edifici té un pla poligonal irregular i està format per diferents parts. Les restes més antigues són la torre central, la cisterna i rastres dispersos de treballs de pedra. El 1932, la construcció de l'aqüeducte municipal va causar danys considerables al complex. El 1990 la Rocca va ser adquirida pel Municipi de Campiglia. Des del 1994, el Departament d'Arqueologia Medieval de la Universitat de Siena va iniciar una excavació arqueològica els resultats actuals dels quals es mostren al Museo della Rocca, inaugurat el 2008. Les empremtes dels primers edificis de pedra es remunten al segle xii, com a zona residencial per a la poderosa família Della Gherardesca, governant de l'època a Campiglia. Al final del segle xiii, amb el canvi de l'escenari polític local, es va instal·lar una guarnició de Pisa al castell, com ho testimonien peces d'armes i armeries excavades a la zona.

### Parc Arqueològic-Mineral de San Silvestro

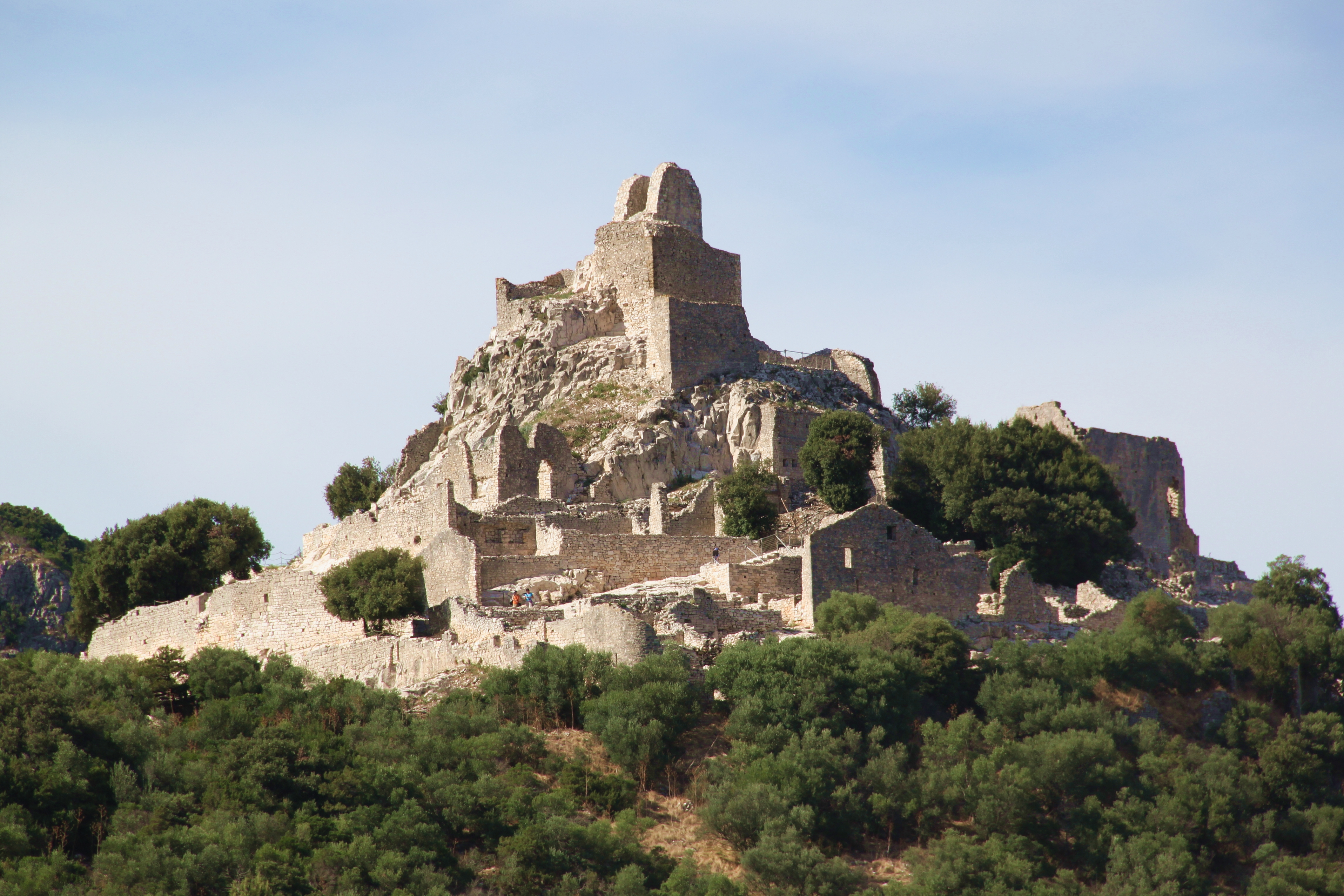
Rocca de San Silvestro

El parc abasta 450 hectàrees al nord de Campiglia Marittima i mostra la història de la mineria i del cicle metal·lúrgic des de l'època etrusca fins als nostres dies. Les restes de Rocca San Silvestro, un municipi fortificat construït per la família Della Gherardesca als segles X-XI representen el cor del parc. Cal destacar el túnel de Lanzi-Temperino, on els visitants poden descobrir el viatge dels minerals a bord d'un tren, i la mina de Temperino, on es veu l'evolució de les tècniques emprades per extreure minerals.

### Teatro dei Concordi
El teatre es va construir a la meitat del segle xix. El projecte va ser finançat per l'Accademia dei Concordi, una associació de ciutadans benestants de Campiglia, i es va inaugurar el 26 de desembre de 1867. Els seus interiors estan decorats pel pintor Michele Albioni i estan organitzats en tres nivells de llotges. Va ser adquirit pel municipi el 1990.

### Museu d'art sacre
Inaugurat l'11 de juliol de 2003, mostra una col·lecció d'objectes d'ús litúrgic i devocional que representen el patrimoni històric i artístic de l'església parroquial de Sant Llorenç. Es troba a la sala de sota de l'Església, l'anomenada Sala delle Volte, que és un edifici medieval.

### Esglésies

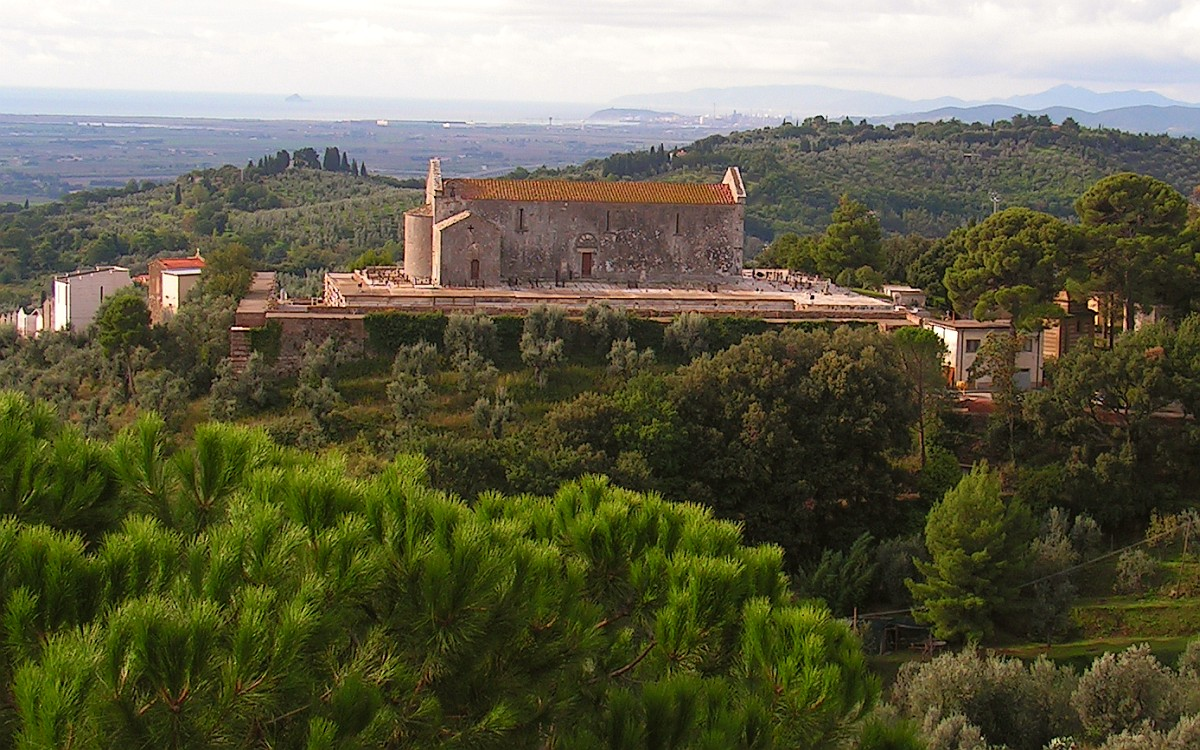
Pieve de San Giovanni i el seu cementiri circumdant

- Pieve de San Giovanni : l'estil romànic pisà de l'església de San Giovanni es caracteritza per simples línies arquitectòniques amb un pla en forma de creu tau i un petit absis al final del passadís central. Segons una inscripció memorial col·locada als costats de la porta principal, l'església va ser construïda el 1173. Al lateral extern del transsepte esquerre, just a sota de la vora del terrat, hi ha inscrita una fórmula màgica de palíndrom en una placa de pedra. Aquesta frase llatina, que diu "SATOR AREPO TENET OPERA ROTAS", és un exemple de Quadrat Sator i es presenta en tres línies que es poden llegir d'esquerra a dreta o de dreta a esquerra. L'arquitrau del portal esquerre presenta una talla de pedra que representa una escena de caça de senglar referida a la tradició etrusca i romana.
- Església parroquial de San Lorenzo : es va esmentar per primera vegada el 1325. Originalment només tenia un passadís, però després es va afegir el transsepte i la capella de la Pietat del segle xvii. Els seus interiors estan embellits amb pintures del segle XVI-XVII, especialment “Nostra Senyora de les Gràcies” atribuïda al Mestre de San Torpè.
- Església de Sant'Antonio : segons l'historiador Isidoro Falchi, l'església va ser esmentada per primera vegada en una referència històrica del segle xvi i presumptament va ser construïda en aquest període. L'església, de gres i pedra calcària, té un passadís únic i façana revestida. A pocs passos de l'entrada principal es va donar a conèixer el 5 de juliol de 2015 un nou tabernacle que representava Sant Antoni Abat. Va ser realitzat per estudiants de l'Acadèmia de Belles Arts de Florència.
- Santuari de la Madonna di Fucinaia : es troba a la carretera de Campiglia a San Vincenzo. No se sap quan exactament es va construir. La primera referència històrica data del 1493 (altres fonts indiquen l'inici del segle xvi), referits a l'annexió d'un monestir assignat a frares agustins. El Santuari pren el nom d'una pintura de la Verge que, segons la tradició, es trobava en una farga (fucina) prop d'aquest lloc. Se'n mostra una còpia damunt de l'altar mentre es conserva la pintura original a l'església parroquial de San Lorenzo.